# Малеиха (Московская область)
Малеиха — деревня в Шатурском муниципальном районе Московской области. Входит в состав Дмитровского сельского поселения. Население — 73 чел. (2013).

## Расположение
Деревня Малеиха расположена в южной части Шатурского района, расстояние до МКАД порядка 164 км. Высота над уровнем моря 140 м.

## Название
В письменных источниках деревня упоминается как Малеиха.
Название связано с календарным личным именем Малей.

## История
Последней владелицей деревни перед отменой крепостного права была поручица Юлия Николаевна Коросовская-Дашкевич.
После отмены крепостного права деревня вошла в состав Горской волости.
После Октябрьской революции 1917 года деревня вошла в состав Горского сельсовета Дмитровской волости Егорьевского уезда Рязанской губернии.
В 1926 году из состава Горского сельсовета выделился Малеиховский сельсовет. В сельсовет входила только одна деревня Малеиха.
В ходе реформы административно-территориального деления СССР в 1929 году Малеиховский сельсовет вошёл в состав Дмитровского района Орехово-Зуевского округа Московской области. В 1930 году округа были упразднены, а Дмитровский район переименован в Коробовский.
В 1936 году Малеиховский сельсовет был упразднён, деревня Малеиха передана Ананьинскому сельсовету. В 1959 году при упразднении Ананьинского сельсовета деревня вошла в состав Михайловского сельсовета.

## Население
| 1858 | 1859 | 1868 | 1885 | 1905 | 1926 |
| ---- | ---- | ---- | ---- | ---- | ---- |
| 240  | →240 | ↗257 | ↗323 | ↗362 | ↘361 |
| 1970 | 1993 | 2002 | 2006 | 2010 | 2013 |
| ↘132 | ↘15  | ↗101 | ↗106 | ↘38  | ↗73  |